# Elsinore Mountains
Die Elsinore Mountains sind ein Gebirge im Riverside County in Kalifornien, Vereinigte Staaten. Sie sind Teil der größeren Santa Ana Mountains. Die höchste Erhebung des Gebirges ist der inoffiziell benannte San Mateo Peak mit 1095 m, gefolgt vom Elsinore Peak mit 1078 m. Diese beiden höchsten Gipfel hängen über ein Gebirgsgrat zusammen.
Das Gebirge liegt im Cleveland National Forest, der sich in Richtung Süden bis zum San Diego County ausdehnt. Nördlich der Elsinore Mountains liegt jedoch mit Lakeland Village und der größeren Stadt Lake Elsinore bewohntes Gebiet. Die Elsinore Mountains führen vom gemeindefreien Gebiet El Cariso in Richtung Südosten bis zum Elsinore Peak. Hier biegt sich das Gebirge nach Osten um und fällt ab.
An der Westseite der Elsinore Mountains entspringen die Bäche Decker Canyon Creek, Morrell Canyon Creek und San Mateo Creek. Die beiden Erstgenannten fließen später zum San Juan Creek zusammen, der in den Pazifik mündet. Im Süden der Berge entspringen Los Alamos Canyon Creek und Wildhorse Canyon Creek, die wiederum in den San Mateo Creek münden. An der Westseite fließen abgesehen vom Murrieta Creek alle Wasserläufe in den nahen Lake Elsinore.